# Kalojanovo (ort)
Kalojanovo (bulgariska: Калояново) är en ort i Bulgarien.   Den ligger i kommunen Obsjtina Kalojanovo och regionen Plovdiv, i den centrala delen av landet, 120 km öster om huvudstaden Sofia. Kalojanovo ligger 219 meter över havet och antalet invånare är 2 782.
Terrängen runt Kalojanovo är platt. Närmaste större samhälle är Rakovski, 19,9 km öster om Kalojanovo.
Trakten runt Kalojanovo består till största delen av jordbruksmark. Runt Kalojanovo är det ganska glesbefolkat, med 39 invånare per kvadratkilometer.